# Coupe de la CAF 2002
Navigation
Édition précédente Édition suivante
La Coupe de la CAF 2002 est la onzième édition de la Coupe de la CAF. 
Elle voit à nouveau le sacre du double tenant du titre, le club de la JS Kabylie d'Algérie qui bat les Camerounais du Tonnerre Yaoundé en finale, lors de cette onzième édition de la Coupe de la CAF, qui est disputée par les vice-champions des nations membres de la CAF. Toutes les rencontres sont disputées en matchs aller et retour. C'est le troisième et dernier succès du club algérien en Coupe de la CAF.

## Premier tour
| Équipe 1                  | Résultat      | Équipe 2                  | Aller | Retour |
| ------------------------- | ------------- | ------------------------- | ----- | ------ |
| Al-Hilal Omdurman         | 2 - 3         | Étoile sportive du Sahel  | 2 - 1 | 0 - 2  |
| forfait Kabwe Warriors FC | -             | Botswana Defence Force XI | -     | -      |
| Saint-George SA           | 1 - 0         | Kampala City Council      | 1 - 0 | 0 - 0  |
| JS Saint-Pierroise        | 2 - 2e        | AS Adema                  | 2 - 1 | 0 - 1  |
| Al-Masry Club             | 4 - 0         | Mathare United            | 2 - 0 | 2 - 0  |
| Mtibwa Sugar              | 1e - 1        | Ferroviario Maputo        | 0 - 0 | 1 - 1  |
| Al Tahaddy Benghazi       | 2 - 4         | FUS Rabat                 | 1 - 3 | 1 - 1  |
| AS Aviação                | 1 - 1 5-6 tab | Rayon Sport               | 1 - 0 | 0 - 1  |
| Obuasi Goldfields         | 5 - 5e        | Satellite FC              | 4 - 3 | 1 - 2  |
| Alkali Nassara            | 1 - 6         | Maranatha FC              | 1 - 3 | 0 - 3  |
| Satellite FC              | 2 - 0         | Manchester FC             | 1 - 0 | 1 - 0  |
| Tonnerre Yaoundé          | 6 - 3         | Deportivo Mongomo         | 4 - 2 | 2 - 1  |
| TP Akwembé                | 4e - 4        | SC Utexafrica             | 3 - 0 | 1 - 4  |
| NPA FC                    | 2 - 4         | Djoliba AC                | 2 - 1 | 0 - 3  |
| ASFA Yennenga             | 1 - 1e        | ASEC Ndiambour            | 1 - 1 | 0 - 0  |

- Le double tenant du titre, la JS Kabylie est exempté de premier tour et accède directement aux huitièmes de finale.

## Huitièmes de finale
| Équipe 1                  | Résultat | Équipe 2                 | Aller | Retour |
| ------------------------- | -------- | ------------------------ | ----- | ------ |
| Saint-George SA           | 5 - 9    | Étoile sportive du Sahel | 2 - 1 | 3 - 8  |
| Botswana Defence Force XI | 4 - 4e   | Al-Masry Club            | 4 - 2 | 0 - 2  |
| AS Adema                  | 2e - 2   | Mtibwa Sugar             | 2 - 1 | 0 - 1  |
| Satellite FC              | 1 - 0    | FUS Rabat                | 1 - 0 | 0 - 0  |
| Tonnerre Yaoundé          | 3 - 2    | TP Akwembé               | 1 - 0 | 2 - 2  |
| Rayon Sport               | 6 - 5    | Satellite FC             | 2 - 3 | 4 - 2  |
| Maranatha FC              | 2 - 2e   | Djoliba AC               | 2 - 1 | 0 - 1  |
| ASEC Ndiambour            | 3 - 6    | JS Kabylie (T)           | 0 - 0 | 3 - 6  |

## Quarts de finale
| Équipe 1                 | Résultat | Équipe 2         | Aller | Retour |
| ------------------------ | -------- | ---------------- | ----- | ------ |
| AS Adema                 | 0 - 3    | Al-Masry Club    | 0 - 1 | 0 - 2  |
| Étoile sportive du Sahel | 2 - 2e   | Tonnerre Yaoundé | 2 - 1 | 0 - 1  |
| JS Kabylie (T)           | 2 - 1    | Djoliba AC       | 2 - 1 | 0 - 0  |
| Satellite FC             | 4 - 1    | Rayon Sport      | 2 - 0 | 2 - 1  |

## Demi-finales
| Équipe 1         | Résultat | Équipe 2       | Aller | Retour |
| ---------------- | -------- | -------------- | ----- | ------ |
| Tonnerre Yaoundé | 2e - 2   | Satellite FC   | 1 - 0 | 1 - 2  |
| Al-Masry Club    | 1 - 2    | JS Kabylie (T) | 1 - 0 | 0 - 2  |

## Finale
| Équipe 1       | Résultat | Équipe 2         | Aller | Retour |
| -------------- | -------- | ---------------- | ----- | ------ |
| JS Kabylie (T) | 4 - 1    | Tonnerre Yaoundé | 4 - 0 | 0 - 1  |

## Vainqueur
| Coupe de la CAF Vainqueur 2002 |
| ------------------------------ |
| JS Kabylie Troisième titre     |